# 威尔·霍奇曼
威尔·霍奇曼（英語：Will Hodgman，1969年4月20日—），全名威廉·爱德华·菲利克斯·霍奇曼（William Edward Felix Hodgman），澳大利亚自由党籍政治人物，出生于塔斯马尼亚州霍巴特，毕业于塔斯马尼亚大学。是第45任塔斯马尼亚州州长。霍奇曼于2002年7月当选为塔州议会议员，2006年3月出任塔州自由党领袖及议会反对党领袖。2014年3月，赢得选举，出任塔州州长 ( 州總理 ) ，至2020年1月辭職卸任，并一同辞去了其在州议会的席位。
2020年4月，霍奇曼出任澳大利亚商业增长基金（Australian Business Growth Fund）的主管。

## 生平
霍奇曼生于塔斯马尼亚州霍巴特市。其父亲麥可·霍奇曼、叔叔彼得·霍奇曼和祖父比爾·霍奇曼都曾在塔斯马尼亚州议会担任议员。霍奇曼毕业于塔斯马尼亚大学。
離開議會後，他在2020年末獲聯邦政府委任為澳洲駐新加坡高級專員，翌年2月履新。